# 1870年6月28日日食
1870年6月28日日食为一次在协调世界时1870年6月28日出現的日偏食。該次日食食分為0.6335。

## 概述
這次日食的食分是0.6335。

## 基本參數
- 類型：日偏食
- 食甚資料：
  - 日期：1870年6月28日
  - 時間：23時46分43秒
  - 地點：67S 169W
  - 食分：0.6335

## 外部連結
- NASA日食專頁（页面存档备份，存于）（英文）